# Dysstroma incompleta
Dysstroma incompleta är en fjärilsart som beskrevs av Culot 1917. Dysstroma incompleta ingår i släktet Dysstroma och familjen mätare. Inga underarter finns listade i Catalogue of Life.